# گولو (بازیکن فوتبال)
گولو (انگلیسی: Golo؛ زادهٔ ۳ آوریل ۱۹۷۸) بازیکن فوتبال اهل اسپانیا است.
از باشگاه‌هایی که در آن بازی کرده‌است می‌توان به باشگاه فوتبال اکسترمادورا و باشگاه فوتبال ایبار اشاره کرد.